# 浅見俊雄
浅見 俊雄（あさみ としお、1933年10月3日 - ）は、日本の元サッカー審判員、元サッカー選手、元サッカー指導者。東京大学・日本体育大学名誉教授。元国立スポーツ科学センター長、日本サッカー協会顧問、アジアサッカー連盟規律委員会副委員長。

## 略歴
埼玉県浦和市（現さいたま市）出身。東京大学教育学部体育学科卒業。選手時代のポジションはハーフバック。埼玉県立浦和高等学校2年次の1950年に国民体育大会準優勝、3年次の1951年に高校選手権、国体、関東大会の三冠に貢献した。また同年には公式戦28試合、練習試合24試合の合計52試合無敗の記録を残した。その後、東京大学に進学し運動会ア式蹴球部に所属。1952年度（1953年1月）第1回大学選手権にて優勝。4年次には主将を務めた。
23歳で審判資格を取得し審判員の道へ進む。東京大学教養学部教授を務める傍ら、日本サッカー協会1級審判員、FIFA国際審判員として数多くの試合の主審を務めた。また1964年東京オリンピックではグループリーグのイランvsメキシコ戦で副審を務めている。
1994年に東京大学を定年退官後はJリーグ審判委員長、Jリーグ常勤理事、日本体育大学教授、国立スポーツ科学センター初代センター長（2001年から2004年）、文部科学省中央教育審議会委員（第1期、第2期）を歴任した。
2004年、秩父宮記念スポーツ医・科学賞受賞。
2008年には、国立霞ヶ丘競技場陸上競技場の将来を検討する文部科学省の「調査研究協力者会議」で代表を務めた。
2010年8月17日、日本サッカー殿堂入りが発表された。
2013年5月3日、アジアサッカー連盟のAFC功労賞ゴールドスターアワードを受賞した。
2016年4月、瑞宝小綬章受章。

## 選手歴
- 埼玉県立浦和高等学校
- 東京大学

## 指導歴
- 埼玉県立浦和高等学校 コーチ
- 1964年 日本ユース代表 監督
- 1967年-1975年 東京大学 監督

## 審判歴
- 1959年-1983年　日本サッカー協会1級審判員
- 1961年-1983年　国際サッカー連盟国際審判員
  - 1983年　国際サッカー連盟審判特別賞受賞
- 1986年-1994年　アジアサッカー連盟審判委員会副委員長
- 1994年-199?年　Jリーグ審判委員長

## 主な著書
- 『サッカー』ベースボール・マガジン社、1960年（※竹腰重丸、田中純二との共著）
- 『身体運動学概論』大修館書店、1976年10月20日。NDLJP:12133054。
- 『詳解サッカーのルール : ルールの解説と審判法』大修館書店、1984年2月1日。NDLJP:12172758。
- 『現代体育・スポーツ大系』講談社、1984年
- 『人間と身体運動 － 体育・スポーツ科学のあしたをみつめて』杏林書院、1984年
- 『スポーツの科学 － よりうまく強く楽しく』東京大学出版会、1987年
- 『詳解サッカーのルールと審判法―新ルールの解説と審判法』大修館書店、1992年
- 『子どもの健康とスポーツ』 医歯薬出版、1996年（※村田光範、大槻文夫との共著）
- 『詳解サッカーのルールと審判法』大修館書店、2002年
- 『サッカーレフェリーズ　2007/2008』日本サッカー審判協会、2007年